# Корильяно-Калабро
Корильяно-Калабро (итал. Corigliano Calabro [koriʎˈʎanokalabro], сиц. Curuglianu, Corigghjanu, Curigghianu [kurəɡjɡjɛnə]) — город в Италии, располагается в регионе Калабрия, подчиняется административному центру Козенца.

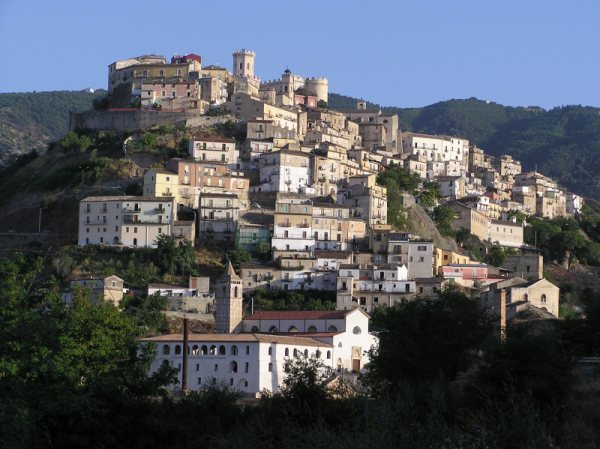
Общий вид города

Население составляет 38739 человек, плотность населения — 187 чел./км². Занимает площадь 196 км². Почтовый индекс — 87064. Телефонный код — 0983.
Покровителем населённого пункта считается святой Франциск из Паолы. Праздник ежегодно празднуется 25 апреля.
В городе расположен знаменитый замок Корильяно.